# Casa Museo Juan Escutia
Casa Museo Juan Escutia es un museo mexicano dedicado a Juan Escutia y se ubica en el centro de Tepic en el estado de Nayarit, Juan Escutía fue uno de los combatientes que murió en la defensa del Castillo de Chapultepec durante la Intervención estadounidense en México. 
El museo está construido en la casa donde nació Juan Escutia el 22 de febrero de 1827, y está enfocado en la época de la Intervención estadounidense en México.

## Salas
El museo se encuentra dividido en tres salas:
- Sala Familiar: Dedicada Juan Escutia.
- Sala de las Batallas: Dedicada al Batallón de San Blas, que fue un cuerpo de infantería del ejército mexicano fundado el 20 de agosto de 1823 en el puerto de San Blas (Nayarit).
- Sala de los Obeliscos: Dedicada a la Batalla de Chapultepec del 13 de septiembre de 1847 y a los Niños Héroes .[1]

## Servicios
- Folleteria
- Visitas guiadas
- Conciertos
- Talleres de música para niños
- Conferencias